# Angelcorpse
Angelcorpse fue una banda de blackened death metal la cual nació de las cenizas de la banda anterior de Pete Helmkamp, llamada Order From Chaos, originalmente de Kansas City, Misuri, la banda pronto residiría en Tampa, Florida. La banda se separó en 2017.

## Historia
Angelcorpse fue formada en 1995, por los guitarristas Helmkamp, Gene Palubicki y el baterista John Longstreth, quienes más tarde grabarían un demo, titulado Goats to Azazael y más tarde firmarían un contrato con el sello discográfico Osmose Productions. El álbum debut de la banda, Hammer of Gods fue lanzado en 1996 y más tarde, ya con el guitarrista Bill Taylor en la banda, lanzaron su segundo álbum, Exterminate en 1998. El baterista Tony Laureano se unió a Angelcorpse por un corto tiempo, poco después de lanzar el álbum y de que Taylor abandonara el grupo. El tercer álbum de Angelcorpse, The Inexorable, fue lanzado en el otoño de 1999, después de que Taylor volviera a unirse a la banda.
Mientras estaban en una gira con Immortal, Satyricon y Krisiun, promoviendo el nuevo álbum, la banda tuvo un accidente en la camioneta de la gira, en el cual Helmkamp salió lesionado. En la misma gira, la novia de Helmkamp fue apuñalada, situación por la cual él decidió dejar la banda. El resto de la banda siguieron trabajando juntos, pero al poco tiempo se separaron. 
En el 2006, la banda volvió a unirse y al siguiente año lanzaron el álbum, Of Lucifer and Lightning.
Los temas de sus canciones son generalmente de sentimientos anticristianos y bélicos. La banda se ha estado envuelta en unas numerosas giras por Estados Unidos y Europa junto a otras bandas de metal como Immortal, Krisiun, Cianide, y Watain. En el 2008 la banda realizó una larga gira por Europa, las giras incluían presentaciones en festivales como United Metal Maniacs Open Air Festival en Bitterfeld, Alemania. Después, ya estando de vuelta en los Estados Unidos, realizaron más giras, y finalmente, el 7 de abril de 2009 los integrantes de la banda decidieron separarse, debido a "diferencias musicales", según ellos.

## Discografía
- Goats to Azazael (Demo, 1995)
- Hammer of Gods (1996)
- Nuclear Hell (EP, 1997)
- Wolflust (Single, 1997)
- Exterminate (1998)
- Winds of Desecration (EP, Split with Martire, 1999)
- The Inexorable (1999)
- Iron, Blood and Blasphemy (Compilation of singles, EPs, live songs and original demo, 2000)
- Death Dragons of the Apocalypse (Live CD, 2002)
- Of Lucifer and Lightning (2007)

## Integrantes
Última alineación
- Pete Helmkamp - bajo, voz (Order From Chaos, Feldgrau, Revenge)
- Gene Palubicki - guitarra (Diabolic)

Integrantes pasados
- Tony Laureano - batería (Acheron, Nile, God Dethroned, Malevolent Creation, 1349, Aurora Borealis, Belphegor, Brujería, Dimmu Borgir, The Black Dahlia Murder, Insidious Disease)
- Bill Taylor - guitarra (Immolation, Acheron, Feldrau)
- Steve Bailey - guitarra
- John Longstreth - batería (Exhumed, Origin, The Red Chord, Gorguts)
- Kelly McLauchlin - guitarra (Diabolic)
- Terry "Warhead" - batería  (Embrace of Thorns)
- Paul Collier- batería
- J.R. Daniels - batería
- Kelly McLauchlin- guitarra